# علم التجميل

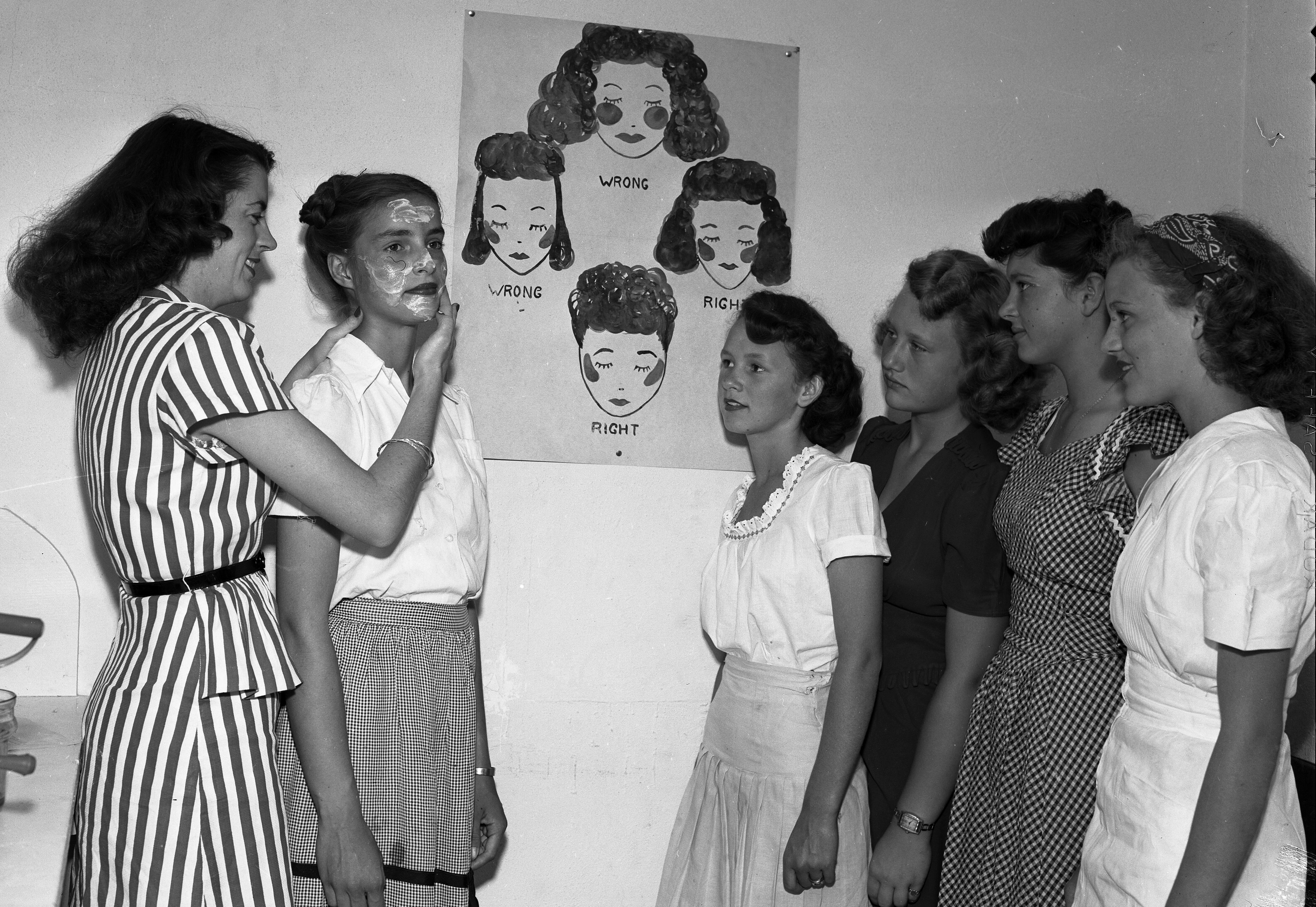
درس في التجميل، كاليفورنيا، 1946

علم التجميل (من κοσμητικός, kosmētikos, «تجميل»، و-λογία ،-logia أي دراسة وتطبيق أساليب التجميل. ويقسم إلى عدة تخصصات منها مستحضرات التجميل وتسريح الشعر.

## تخصصات التجميل

### مصفف الشعر
مصفف الشعر هو الشخص الذي يقوم بقص الشعر وتصفيفه. وقد يتضمن ذلك تقديم خدمات أخرى أيضاً كتلوين الشعر (صبغ) وتمليسه وإضافة وصلات لإطالته. يساعد اختصاصيو التجميل زبائنهم على تحسين مظهرهم من خلال تصفيف الشعر. تستخدم تسريحات معينة في مناسبات معينة كما في حفلات الزفاف والمناسبات الخاصة. تخضع مهنة تصفيف الشعر في كثير من الأحيان إلى ضوابط وقوانين تحكمها نقابات مهنية خاصة. بل ينبغي الحصول على تراخيص مزاولة وشهادات لبعض التخصصات.

### اختصاصي صباغة الشعر
اختصاصي تجميل يُعنى بتلوين الشعر لتجميله. في الولايات المتحدة، يجب أن يحصل اختصاصي صباغة الشعر على شهادة «بورد» من المجلس الأمريكي لاختصاصيي صباغة الشعر المعتمدين. وهذه الشهادة مهمة لتحديد المستوى في سوق العمل.

#### اختصاصي غسل الشعر
يهتم بتنظيف الشعر باستخدام شامبو وملطف الشعر قبل تجهيز الزبون للتصفيف. ويهتم هذا الاختصاصي باستخدام الأنواع الملائمة حسب طبيعة الشعر وما يلائمه، وقد يكون هذا هو العمل الأول الذي يتدرب عليه اختصاصي التجميل.

## خبراء تجميل البشرة
خبراء تجميل البشرة هم أشخاص احترافيون مصرح لهم بمزاولة مهنة التجميل، وهم خبراء في معالجة وتحسين صحة الجلد. يقتصر مجال عمل هؤلاء على التعامل مع البشرة (الطبقة الخارجية من الجلد).
يعمل خبراء تجميل البشرة في بيئات مختلفة كصالونات التجميل والمنتجعات وعيادات العناية بالجلد. وتتضمن العناية بالبشرة إزالة الشعر، تدليك الوجه، معالجة الجسم (التقشير والعلاج المائي)، تقديم المشورة فيما يخص علاج الجلد والتقشير الكيميائي وتلوين الحواجب والرموش، تركيب الرموش، معالجة روائح الجسم، والمكياج.كما قد يتخصص خبراء البشرة باستخدام أجهزة معالجة كهربائية غير جراحية كتلك المستخدمة لشد الوجه والموجات فوق الصوتية وأجهزة التدليك.
يخضع اختصاصيو البشرة لتدريب خاص في مجال معين لإزالة الشعر بالليزر أو وضع المكياج الدائم. في الولايات المتحدة، يجب أن يحمل اختصاصيو البشرة رخصة عمل من الولاية التي يعملون فيها، ويحكم المهنة مجلس اختصاصي تشرف عليه حكومة الولاية. يجب أن يتم الاختصاصي ما بين 260 إلى 1500 ساعة تدريب وأن يجتاز اختبارين عملي ونظري ليحصل على الرخصة.
كما يتطلب الأمر أن يتدرب الخريجون أحياناً للتخصص في مجالات معينة كالتجميل الطبي (العمل لدى عيادة طبيب). يعمل اختصاصيو البشرة تحت إشراف مختص بطب الجلد إذا تم توظيفهم في عيادات طب الجلد. يتعامل الاختصاصيون مع مشاكل مختلفة قد يعاني منها الناس كحب الشباب وزيادة التصبغ وشيخوخة الجلد.

## مخاطر المهنة
تشكل الكثير من الكيمياويات التي تحويها المواد المستخدمة في صالونات التجميل مخاطر صحية محتملة، ولا يخضع التعامل معها لأنظمة، كما في الأصباغ ومواد التمليس والتجعيد ومعالجات الأظافر)، إذ تحوي مادة الفثالات ثنائية البوتيل والفورمالدهايد وغسول هيدروكسيد الصوديوم والأمونياك. هذا وقد أجبرت الإصابة بأمراض الحساسية والتهاب الجلد حوالي 20% من العاملين في صالونات التجميل على ترك هذه المهنة.